# Pulchrana picturata
Espèce
Synonymes
- Rana picturata Boulenger, 1920
- Hylarana picturata Boulenger, 1920

Statut de conservation UICN

 LC  : Préoccupation mineure
Pulchrana picturata est une espèce d'amphibiens de la famille des Ranidae.

## Répartition
Cette espèce est endémique de Bornéo. Elle se rencontre :
- au Brunei ;
- en Malaisie au Sabah et au Sarawak;
- en Indonésie au Kalimantan.

Sa présence est incertaine dans la péninsule Malaise.

## Description
Hylarana picturata présente une coloration brun foncé ou noirâtre sur le dessus avec des taches blanches ou orangées. Une ligne fine de couleur orangé s'étend de chaque côté du dos, du museau jusqu'à l'arrière du corps. Les bourrelets dorsaux ne sont pas visibles. Les membres sont rayés d'orange. Le ventre est de couleur gris à brun foncé avec de petites taches jaunes. Le tympan est bien visible et son diamètre est moitié moindre que celui de l'œil. 

## Publication originale
- Boulenger, 1920 : A monograph of the South Asian, Papuan, Melanesian and Australian frogs of the genus Rana. Records of the Indian Museum, vol. 20, p. 1-226 (texte intégral).